# Embaixada do Chile em Brasília
A Embaixada da Chile em Brasília é a principal representação diplomática chilena no Brasil. O atual embaixador é Sebastián Depolo Cabrera, no cargo desde 02 de janeiro de 2023.
Está localizada na Avenida das Nações, na quadra SES 803, Lote 11, no Setor de Embaixadas Sul, na Asa Sul.

## História
As relações diplomáticas entre Chile e Brasil datam de 1836, com a embaixada sendo instalada no Brasil em 1922. Assim como outros países, o Chile recebeu de graça um terreno no Setor de Embaixadas Sul na época da construção de Brasília, medida que visava a instalação mais rápida das representações estrangeiras na nova capital. O prédio definitivo da embaixada só seria construído entre 1974 e 1977, como um gesto de aproximação e diplomacia entre o governo militar chileno do período, liderado por Augusto Pinochet, com o Brasil, também sob Ditadura Militar na época.
Os arquitetos chilenos Juan Echenique Guzmán e Jose Cruz Covarrubias foram os responsáveis pelos edifícios da embaixada, tendo sido também os responsáveis pela Embaixada Chilena em Buenos Aires. São dois blocos independentes com jardins de inverno e cobertura de chapas de cobre, não por acaso, já que o cobre é um mineral importante para o Chile. O interior é decorado com diversas obras de arte, entre pinturas, esculturas e tapeçarias.
A residência do embaixador é a parte com maior acervo, desde a tapeçaria belga do século XIX logo na entrada, passando por dois salões repletos de arte: o salão azul tem pinturas de Camilo Mori, Carlos Pedraza e Rafael Correa Montparnasse, e o salão branco conta com pinturas de Maruja Vargas, Pedro Lira, Juan Francisco González e Benito Rebolledo, além de outra tapeçaria belga.

## Serviços
A embaixada realiza os serviços protocolares das representações estrangeiras, como o auxílio aos chilenos que moram no Brasil e aos visitantes vindos da Chile e também para os brasileiros que desejam visitar ou se mudar para o país andino. Outras ações que passam pela embaixada são as relações diplomáticas com o governo brasileiro nas áreas política, econômica, cultural e científica. O Brasil é o principal mercado de exportações do Chile na América Latina, e o Chile é o segundo maior mercado sul-americano para o Brasil. Os chilenos investiram mais de 35 bilhões de dólares no Brasil, em áreas bastante diversas indo desde energia até o varejo, e o Brasil também tem investido no Chile. O Chile exporta ao Brasil cobre, salmão e vinhos e importa carnes, produtos do petróleo e veículos, com trocas comerciais que passam dos 9 bilhões de dólares.
Além da embaixada, que também presta serviços consulares, o Chile conta com mais quatro consulados gerais no Rio de Janeiro, em São Paulo e em Porto Alegre. Ainda há mais cinco consulados honorários em Curitiba, Campo Grande, Belo Horizonte, Salvador e São Francisco do Sul. A embaixada costuma fazer eventos culturais relacionados ao seu país, como feiras típicas, além da visitação a embaixada.

## Embaixada do Chile e as Leis Trabalhistas
O funcionário Antônio Francisco Ribeiro entrou com ação processual contra a Embaixada do Chile em 2005. Francisco foi contratado pela embaixada em 1992, primeiro como jardineiro, depois foi garçom, vigia noturno e porteiro. Teve que se afastar do trabalho em 1996 por motivo de saúde. De volta à embaixada houve redução do seu salário, o que fere o artigo 7° da Constituição do Brasil.
Em sua defesa a delegação chilena alegou que o funcionário foi readaptado em uma função com um salario de menor valor, pois não era mais apto para exercer a função que antes exercia, na qual recebia um salário mais alto. E também que houve o regular depósito do Fundo de Garantia por Tempo de Serviço (FGTS), com exceção do décimo terceiro salário referente ao ano de 2003.  Porém, de acordo com a Consolidação das Leis do Trabalho (CLT) a readaptação, motivada por doença física ou mental, não é motivo para diminuição salarial. Em 2018, após treze anos na justiça, chegou a fase da execução. Como as embaixadas gozam de imunidade não há como agir como no caso das empresas privadas, que são obrigadas a pagar os direitos. A brecha encontra-se em precedentes do Tribunal Superior do Trabalho (TST) permitindo a penhora de bens das embaixadas. De acordo com a imunidade jurisdicional as embaixadas podem seguir as regras de seus países de origem dentro do seu território (as embaixadas). A exceção à imunidade são as leis trabalhistas, o que vai de encontro à Convenção de Viena de 1961.
A contratação de um trabalhador no Brasil, seja qual for a sua nacionalidade, deve seguir a CLT. Um trabalhador contratado no Chile, por exemplo, e que depois passa a trabalhar na embaixada chilena no Brasil está sujeito a legislação chilena. No caso do trabalhador Francisco, encerrada a manifestação das partes, a embaixada do Chile foi obrigada a repor as suas perdas salariais, assim como pagar todos os direitos baseado no valor após a reparação salarial.